# Ognyan Guerdjikov
Ognyan Stefanov Guerdjikov (en bulgare : Огнян Стефанов Герджиков), né le 19 mars 1946 à Sofia, est un homme d'État bulgare. Il est Premier ministre du 27 janvier au 4 mai 2017.

## Biographie
Le 22 janvier 2017, le nouveau président, Roumen Radev, accepte la démission du Premier ministre sortant Boïko Borissov et désigne deux jours plus tard Ognyan Guerdjikov pour lui succéder jusqu'aux législatives anticipées du 26 mars.
Il prend ses fonctions avec son gouvernement transitoire le 27 janvier.